# Bro-Guened (revue)
Bro-Guened (Pays Vannetais en breton vannetais) est le nom d'une revue mensuelle catholique bilingue (breton vannetais et français) qui paraît de 1950 à 1958. Elle porte le sous-titre « Revue morbihannaise ».

## Présentation
Dirigée par l'abbé Joachim Le Palud, Bro-Guened propose à ses lecteurs des textes religieux et des informations bretonnes. Elle remplit ainsi le vide laissé par la disparition de la revue Dihunamb ! pendant la Seconde Guerre mondiale. En 1957, Les Annales de Bretagne lui consacre un compte rendu qui souligne la qualité des articles d'une « brillante érudition » et une « remarquable maîtrise » de la langue bretonne.
Une revue ayant le titre "Revue morbihannaise" fut publiée entre 1905 et 1914, dirigée par l'abbé Jérôme Buléon.